# Łękawica (powiat tarnowski)
Łękawica – wieś położona w województwie małopolskim, w powiecie tarnowskim, w gminie Skrzyszów. Przez miejscowość przepływa potok Wątoczek – lewobrzeżny dopływ Wątoku. Powierzchnia wsi wynosi 15,73 km².

## Historia
Pierwsza wzmianka na temat miejscowości pochodzi z dokumentu króla Kazimierza Wielkiego z 1344 roku, w którym król na prośbę Spycimira Leliwity potwierdza przywileje nadane między innymi miastu Tarnów i okolicznym wsiom, wśród których wymieniona jest Łękawica i „które to wsie i miejsce, na którym wymienione miasto zostało lokowane zawsze od początku było rycerskie”. Z kolei źródła kościelne podają, że w roku 1350/51 parafia Łękawica opłaciła świętopietrze. Oznacza to, że jest to jedna z najstarszych wsi w okolicy, skoro już wtedy znajdował się tutaj kościół parafialny.
Łękawica, podobnie jak inne okoliczne miejscowości, od pierwszej połowy XIV wieku należała przez ponad 200 lat do Leliwitów. Wśród nich, oprócz protoplasty rodu – Spycimira, warto wymienić chociażby  hetmana Jana Tarnowskiego, należącego do magnackiego rodu Tarnowskich. Wieś położona była wówczas w powiecie pilzneńskim, w województwie sandomierskim. Za sprawą córki hetmana Jana Tarnowskiego Zofii Łękawica w 1570 r. stała się własnością jej męża, wojewody kijowskiego Konstantego Wasyla Ostrogskiego
.
Od tego czasu przez około 120 lat miejscowość należała do różnych przedstawicieli rodu Ostrogskich. W połowie XVIII wieku Łękawica, jak i okoliczne miejscowości, przeszły na blisko 200 lat we władanie magnackiego rodu książęcego Sanguszków.
W latach 1954–1961 wieś należała i była siedzibą władz gromady Łękawica, po jej zniesieniu w gromadzie Skrzyszów. W latach 1975–1998 miejscowość należała administracyjnie do województwa tarnowskiego.

## Zabytki
Obiekt wpisany do rejestru zabytków nieruchomych województwa małopolskiego.
- Kościół parafialny pw. św. Mikołaja.

## Religia
Łękawica jest siedzibą rzymskokatolickiej parafii pw. św. Mikołaja Biskupa, we wsi znajduje się neogotycki kościół parafialny. Obecny jego kształt został mu nadany na początku XX wieku, kiedy to staraniem ks. proboszcza Pawła Wiatra w latach 1907–1909 został przebudowany i powiększony z wykorzystaniem istniejących wówczas murów. Ich fragment można zauważyć we wschodniej części budynku. Natomiast pierwszy kościół z kamienia w Łękawicy został wzniesiony w XIV wieku i bez większych zmian służył mieszkańcom przez blisko 600 lat.
W latach 1559–1701 Łękawica była przyłączona do kolegiaty w Tarnowie. Później ponownie odzyskała prawa parafii. Od średniowiecza do parafii Łękawica należała również wieś Trzemesna, która od 1980 roku stanowi odrębną parafię.
Wnętrze łękawickiego kościoła zdobią cztery ołtarze. W ołtarzu głównym umieszczony jest ukrzyżowany Chrystus oraz obraz patrona parafii – Św. Mikołaja z 1782 roku. W kościele znajdują się także dwa ołtarze boczne: Najświętszego Serca Pana Jezusa i Matki Bożej. Z kolei w kaplicy bocznej znajduje się ołtarz poświęcony św. Józefowi. Od 1940 roku kościół zdobią także witraże, fundowane przez parafian, które zostały wykonane przez firmę Żeleńskiego z Krakowa.
Obecna dzwonnica znajdująca się obok kościoła parafialnego pochodzi z 1925 r, kiedy proboszczem parafii był ks. Józef Kloch (1917–1932).
Cmentarz parafialny za kościołem istniał już w tym miejscu na początku XX wieku, gdy przeprowadzano rozbudowę kościoła. Murowana kaplica cmentarna pw. Bożego Miłosierdzia została wybudowana w 1978 r., gdy proboszczem Łękawicy był ks. Stanisław Nowak (1973–1986).

## Oświata
W centrum miejscowości znajduje się Szkoła Podstawowa im. Bohaterów Westerplatte wraz z halą sportową oddaną do użytku w 2015 r. Natomiast w budynku wielofunkcyjnym naprzeciwko kościoła mieści się Przedszkole Publiczne im. kpt. Józefa Budzika.

## Osoby związane z miejscowością
- Stanisław Budzik – arcybiskup metropolita lubelski, sekretarz generalny Konferencji Episkopatu Polski w latach 2007–2011.
- Józef Budzik – kapitan piechoty Wojska Polskiego, zamordowany w 1940 roku w Katyniu. Jego imię nosi Przedszkole Publiczne w Łękawicy.
- Kazimierz Budzik – kapitan, pilot myśliwski, walczący w trakcie II wojny światowej w Dywizjonie 308 oraz 303. Sklasyfikowany na 432. miejscu listy Bajana[10][11][12].
- Wiesław Budzik – żołnierz podziemia antykomunistycznego, członek NZW[13].
- Karol Halski – polski pedagog, polonista i historyk, uczestnik obrony z września 1939, żołnierz Związku Walki Zbrojnej i Armii Krajowej
- Józef Łabędź – ksiądz, pierwszy polski paulista.
- Józef Siedlik – jasnogórski organista, kompozytor i dyrygent[14].
- Filip Włodek – działacz ludowy, wójt Łękawicy, poseł do Sejmu Krajowego we Lwowie w latach 1903–1908[15].